# Mirna El Helbawi
Mirna El Helbawi (en árabe: ميرنا الهلباوي‎) es una periodista, escritora y activista egipcia. Es la fundadora de Connecting Humanity, una organización sin fines de lucro que ayuda a las personas en Gaza a recuperar el acceso a Internet mediante eSIM donadas. Fue nominada al Premio de Periodismo Árabe en 2016.

## Connecting Humanity
Los bombardeos israelíes, los bloqueos de electricidad y la escasez de combustible han provocado el colapso casi total de los mayores proveedores de redes celulares de Gaza. El Helbawi descubrió que las eSIM podrían usarse para reconectar a las personas en Gaza permitiéndoles conectarse a redes remotas de telefonía celular, incluidas las redes israelíes y egipcias, cuando están en roaming. Las dos primeras personas a las que ayudó a volver a estar online a través de eSIM fueron el periodista egipcio Ahmed El-Madhoun y el periodista palestino Hind Khoudary.
En diciembre de 2023, 200 000 personas que vivían en Gaza (alrededor del 10% de la población) habían recibido acceso a Internet a través de una eSIM. La noticia de la iniciativa se difundió rápidamente a través de las redes sociales y, en diciembre, se donaron eSIM por valor de 1,3 millones de dólares a Connecting Humanity. El proyecto es un esfuerzo internacional, en el que personas de países como Estados Unidos, Suiza y Pakistán donan eSIM. Los donantes utilizaron con mayor frecuencia Airalo y Simply para generar eSIM que luego podrían distribuirse en Palestina.

## Escritura
El Helbawi fue preseleccionado para el Premio de Periodismo Árabe en 2016. Su primera novela, Mor Methl Al Qahwa, Helw Methl Al Chocola («Amargo como el café, dulce como el chocolate»), se publicó en 2018. También presenta el podcast Helbing.